# Aqaba
För andra betydelser, se Aqaba (olika betydelser).
Aqaba (arabiska: العقبة, al-Aqaba), eller Akaba, är en stad i södra Jordanien som har landets enda hamn, mot Aqabaviken i Röda havet. Staden är huvudort i provinsen Aqaba.
Staden erövrades av araberna under första världskriget i juli 1917 från Osmanska riket och tillhörde efter krigets slut kungariket Hijaz. Den inlemmades i Transjordanien, senare Jordanien, i Brittiska Palestinamandatet 1925.
Aqaba tillsammans med delar av det omgivande landet utgör en egen ekonomisk frizon, AZES (Aqaba Special Economic Zone) med särskilda skatteregler, som är tänkt att locka utländska investerare till regionen.
Befolkningen är drygt 80 000 (2004).
Turismen är väl utvecklad med hotell som Intercontinental och Mövenpick. Akaba gränsar till Eilat i Israel, och har en gränsövergång som används flitigt av turister. Hit går också båtar från Taba på Sinaihalvön, Egypten, och söder om staden finns en gränsövergång till Saudiarabien. 
Stadens mest iögonfallande landmärke är världens numera femte högsta flaggstång, 137 meter hög, som bär den arabiska revoltens flagga i 60 × 30 meters format.
Dykning i Aqaba har mycket högt betyg med en kustlinje på 26km som är en del av Röda havet.